# القرنة السوداء
القرنة السوداء هي أعلى قمة في بلاد الشام وتقع في جبل المكمل في قضاء الضنية في شمال لبنان. يبلغ ارتفاع القمة عن سطح البحر 3093 م.

## الجغرافيا والمناخ
طقس القرنة السوداء مشابه لطقس جبال الألب ، حيث تكون درجات الحرارة باردة حتى في فصل الصيف. أعلى مستوياتها في الصيف تحوم عادة حوالي 10-15 درجة مئوية خلال النهار، ولكن تنخفض إلى نحو 0-5 درجات في الليل.
في الشتاء (من أكتوبر/تشرين الأول إلى أواخر أبريل/ نيسان) تكون متوسط ارتفاعات درجة الحرارة 20 درجة مئوية فقط وأدنى مستوياته ليلا يمكن أن تنخفض إلى -45 °C. وتتساقط الثلوج حوالي من 10-12 متر كل عام، ولا تذوب حتى منتصف يونيو حزيران. الصقيع أيضا شائع جدا خلال فصل الصيف، مع بعض الدرجات الدنيا في الليل تصل إلى حوالي -5 °C.

## معرض الصور

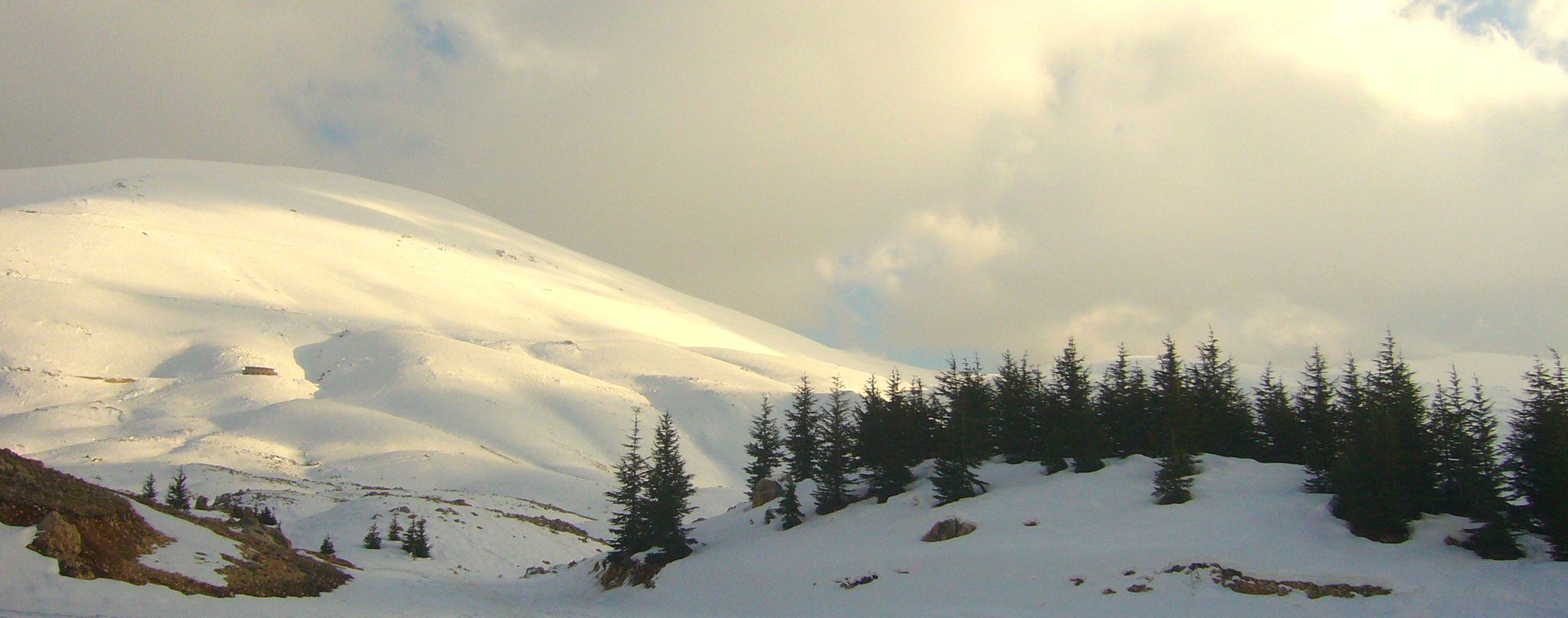
قرنة السوداء مغطاة بالثلوج عام 2011
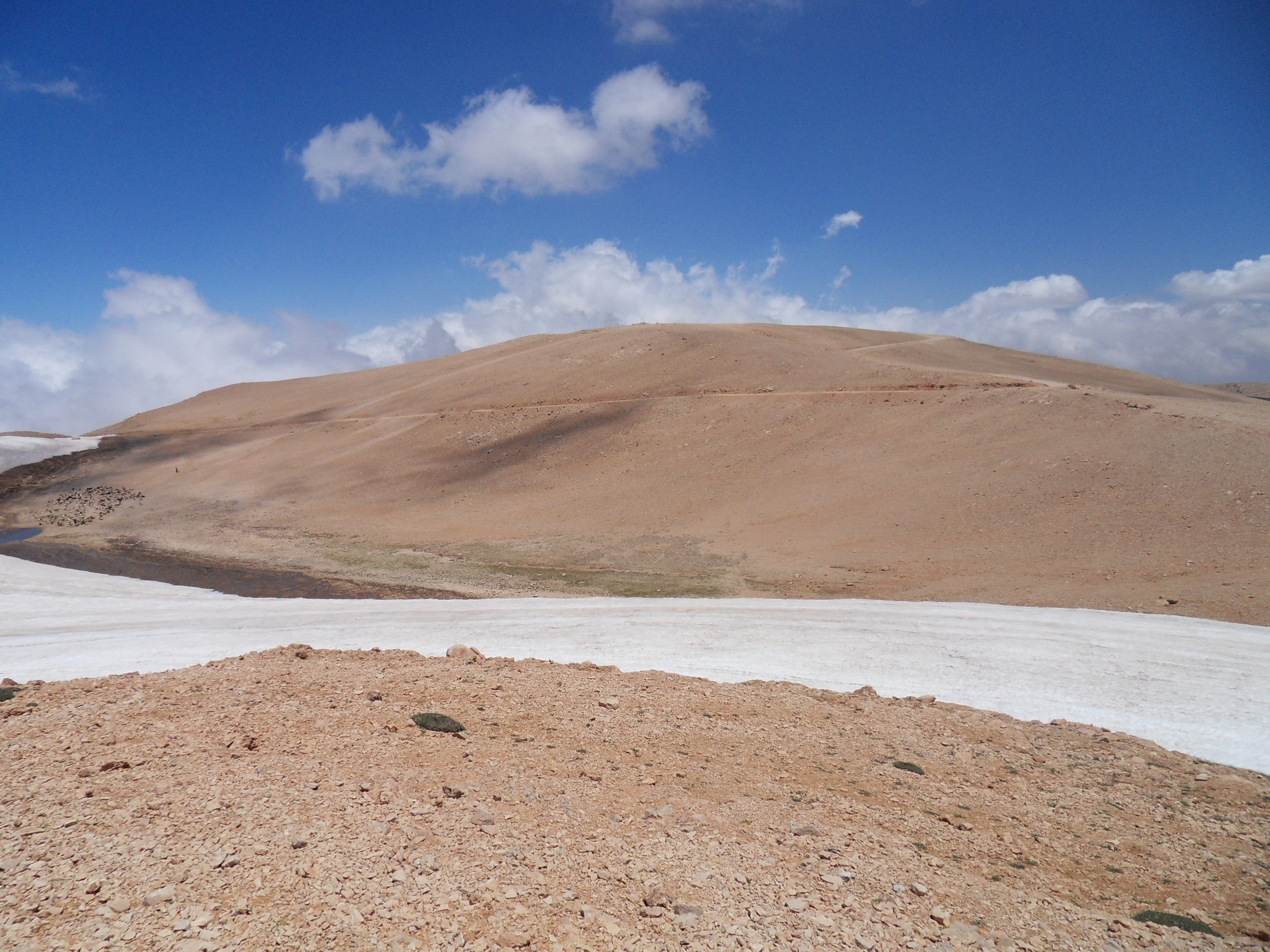
القمة الجرداء
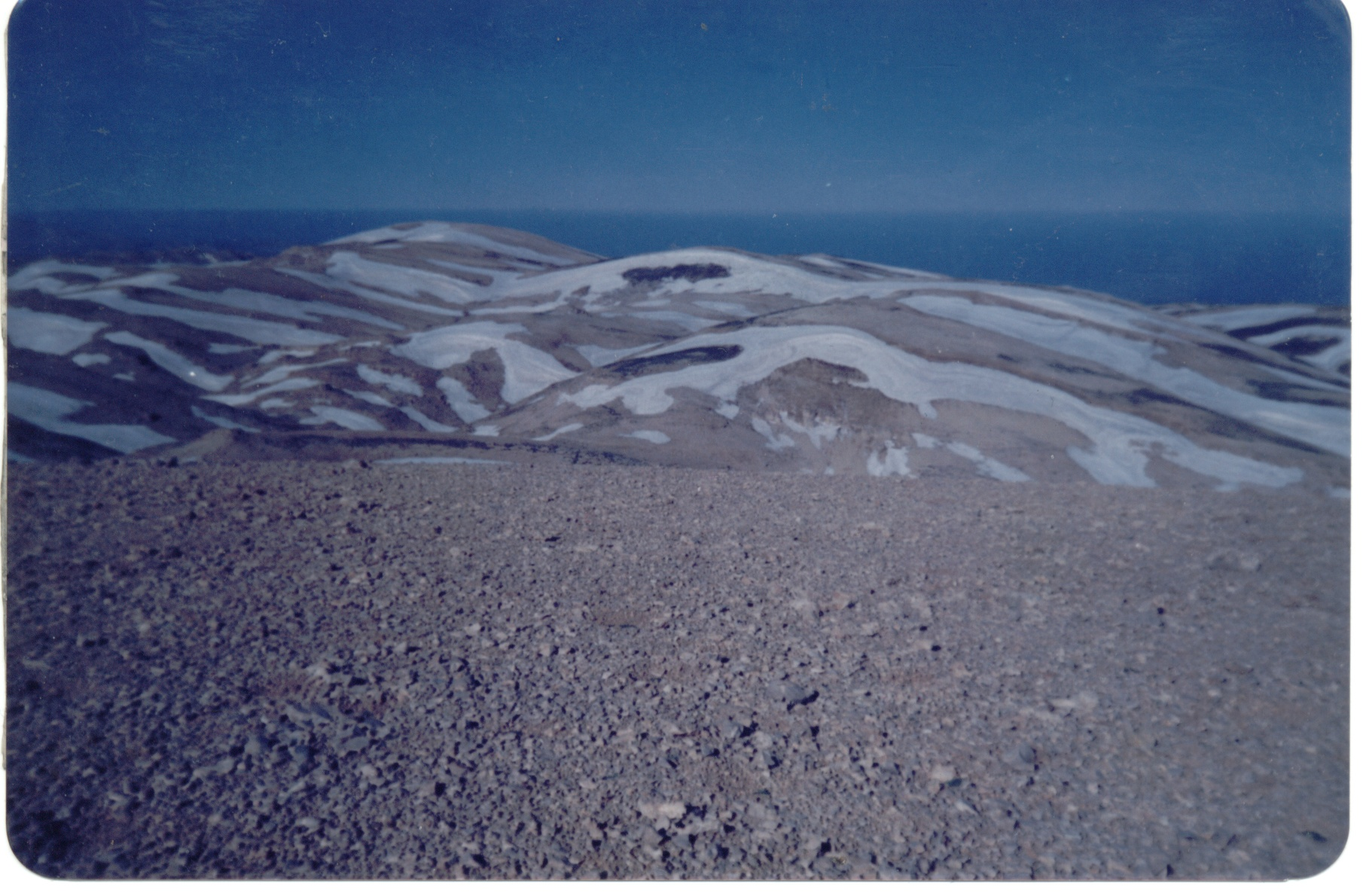
صورة من العام 1985 للقمّة
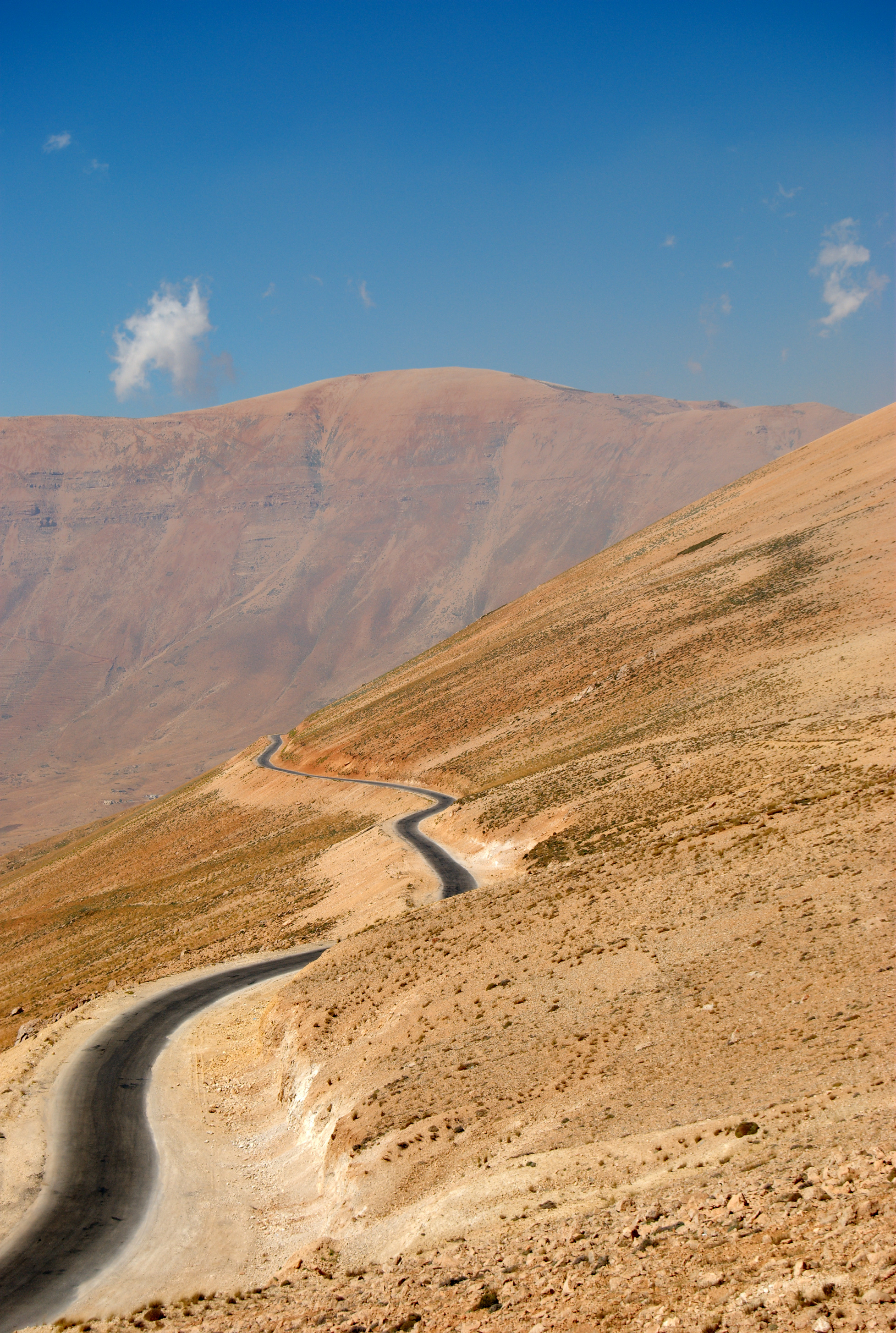
سفوح القرنة السوداء المُطلَّة على طريق بعلبك-إهدن
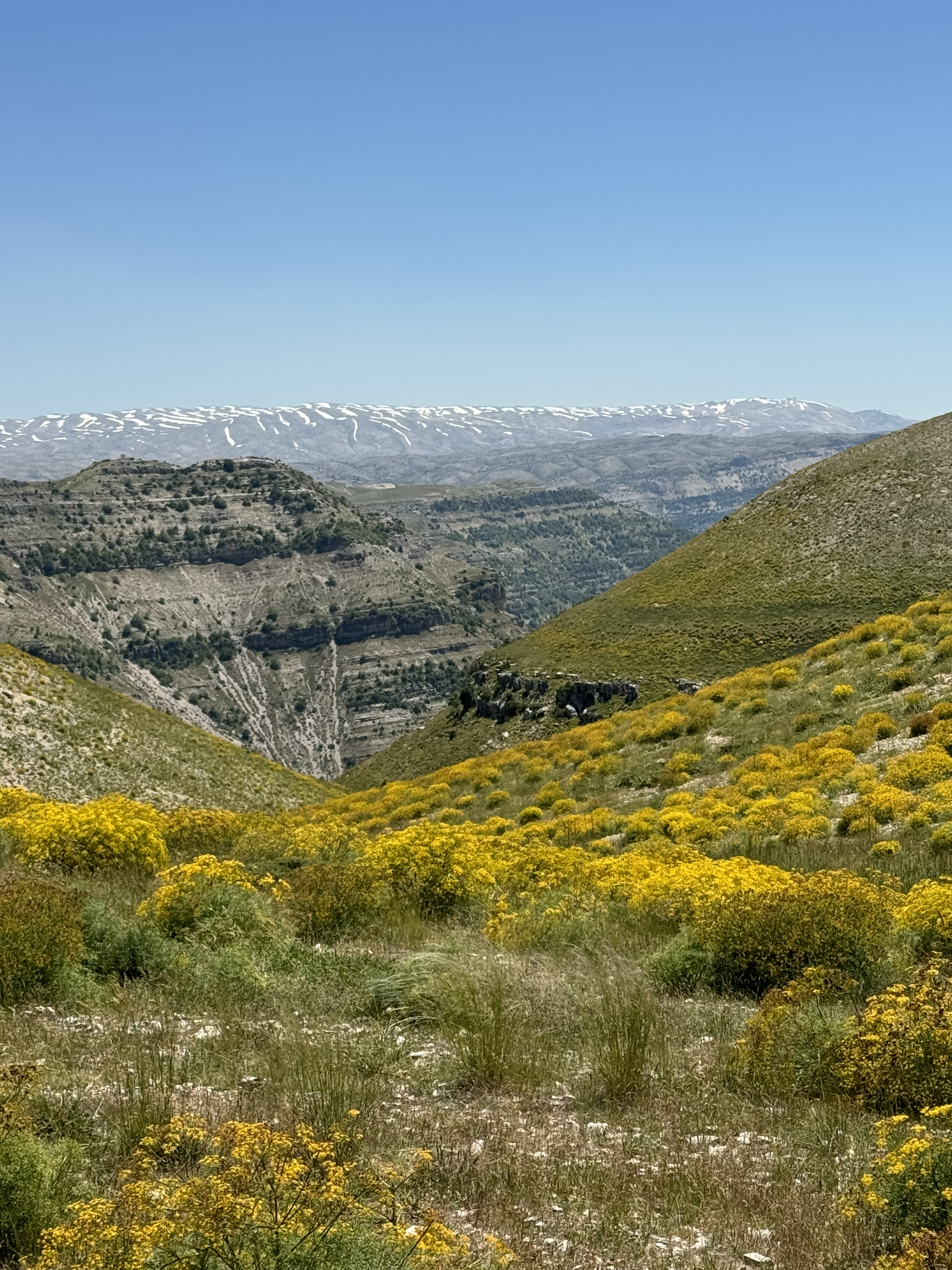
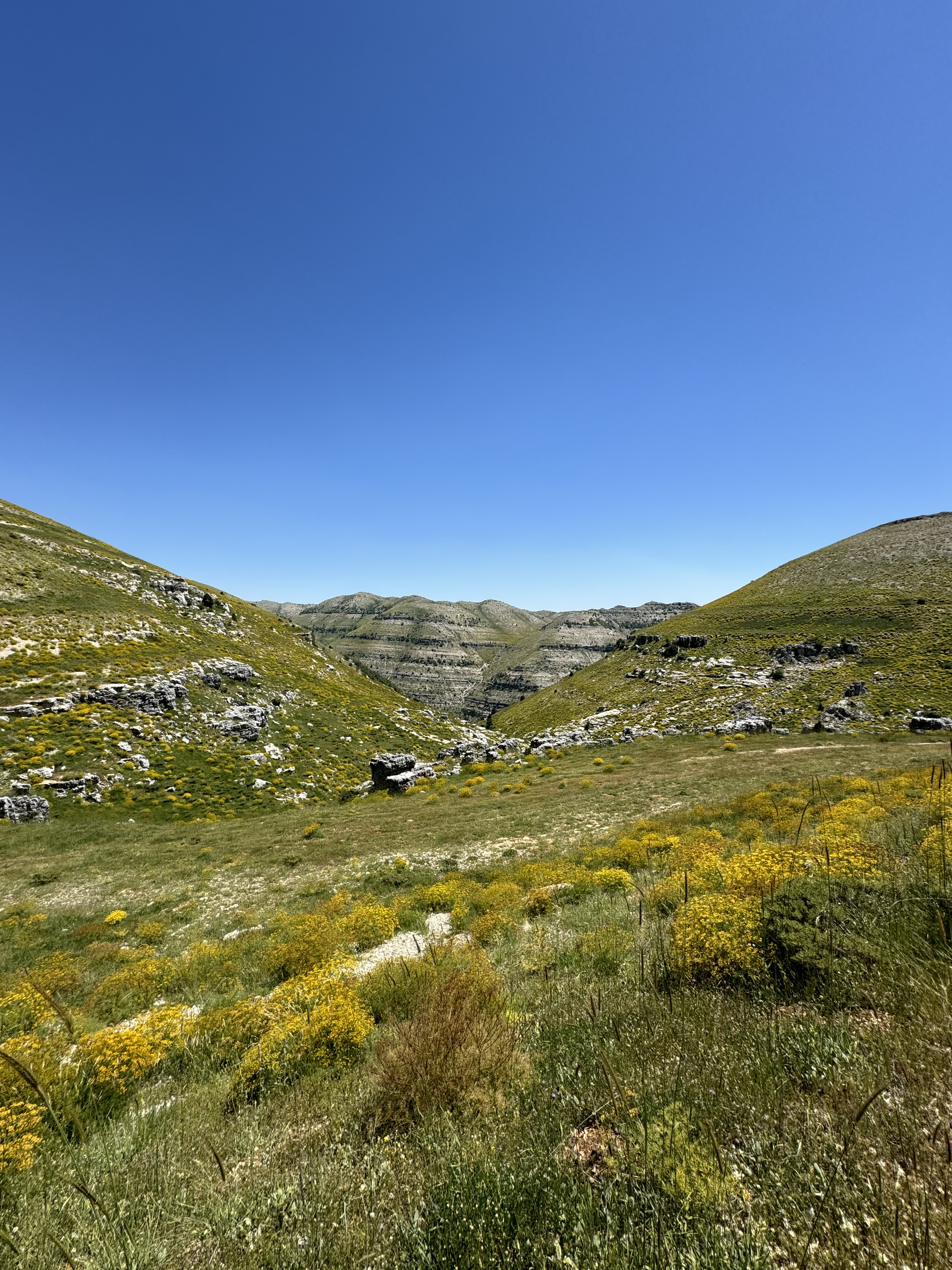
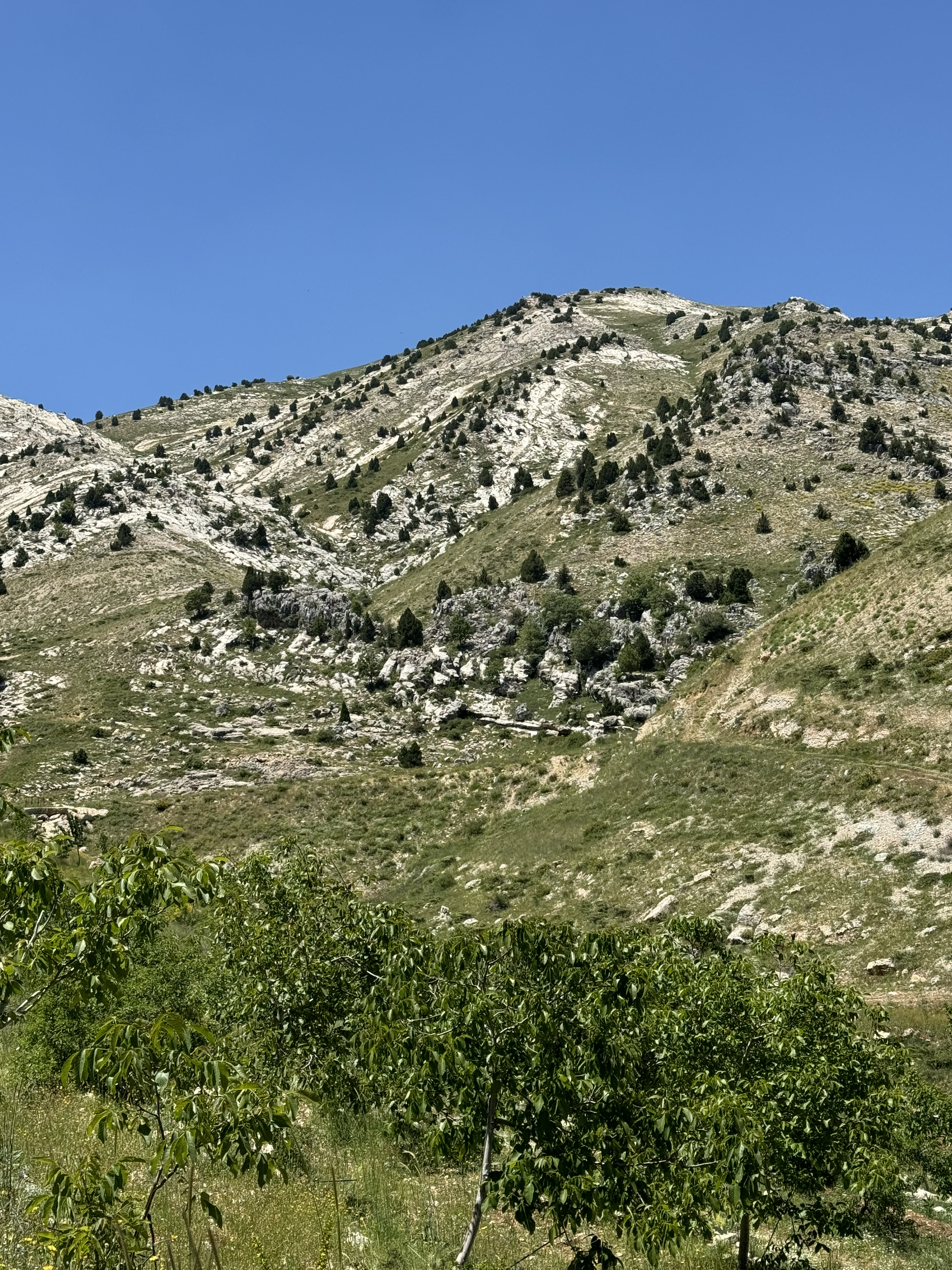